# Rio Vitorino
Der Rio Vitorino ist ein etwa 94 km langer linker Nebenfluss des Rio Chopim im Süden des brasilianischen Bundesstaats Paraná.

## Etymologie
Der Fluss wurde nach dem Häuptling Vitorino eines Tupi-Guarani-Indianerstammes benannt, der in der Nähe des Quellgebiets lebte. Es wird erzählt, dass die Siedlungen unter ständiger Verfolgung des Stammes des Kaziken Viri litten, der damals in der Ortschaft Verê lebte und die Städte Guarapuava und Palmas oft mordend und plündernd heimsuchte.

## Geografie

### Lage
Das Einzugsgebiet des Rio Vitorino befindet sich auf dem Terceiro Planalto Paranaense (Dritte oder Guarapuava-Hochebene von Paraná).

### Verlauf
Sein Quellgebiet liegt im Munizip Vitorino auf 691 m Meereshöhe südlich des Stadtgebiets in der Nähe der PRC-158.
Der Fluss verläuft in nördlicher Richtung. Er durchfließt den Hauptort und erreicht wenige Kilometer unterhalb die Munizipgrenze zu Pato Branco. Ab der linksseitigen Einmündung des Rio Forquilha verläuft er entlang der Grenze zwischen den Munizipien Renascença und Bom Sucesso do Sul. Er fließt an dessen Stadtrand vorbei und erreicht schließlich bei Itapejara d´Oeste den Rio Chopim. In diesen mündet er von links auf 464 m Höhe. Er ist etwa 94 km lang.

### Munizipien
Am Rio Vitorino liegen die fünf Munizipien
- Vitorino
- Pato Branco
- Renascença
- Bom Sucesso do Sul
- Itapejara d´Oeste.

### Nebenflüsse
rechts: 
- Rio Arara

links:
- Rio Forquilha
- Córrego Canela
- Rio Piratininga.